# Pinkerton (musikalbum)
Pinkerton är ett album av det amerikanska rockbandet Weezer, utgivet i september 1996. Det nådde 19:e plats på Billboard 200.

## Låtlista
Samtliga låtar skrivna av Rivers Cuomo.
1. "Tired of Sex" - 3:01
2. "Getchoo" - 2:52
3. "No Other One" - 3:01
4. "Why Bother?" - 2:08
5. "Across the Sea" - 4:32
6. "The Good Life" - 4:17
7. "El Scorcho" - 4:03
8. "Pink Triangle" - 3:58
9. "Falling for You" - 3:47
10. "Butterfly" - 2:53